# Dave King (bassist)
Dave King (Lexington, 7 september 1953) is een Amerikaanse jazzbassist, componist en producent.

## Carrière
King is de zoon van de operazanger James King en kreeg op 12-jarige leeftijd les op de jazzgitaar. Daarna wisselde hij naar de contrabas en kreeg les bij Jamey Aebersold. In 1970 verhuisde hij naar Duitsland, maakte een jaar later zijn eerste opnamen met Embryo en speelde als studiomuzikant onder andere voor Klaus Doldinger, Niagara, Giorgio Moroder en Peter Thomas. Later werkte hij onder andere met Udo Lindenberg, voor wie hij tussen 1975 en 1987 ook werkzaam was als co-producent, voor Peter Maffay en Billy Cobham (1975). King was zowel voorganger (1975 tot 1977) als ook opvolger (1986 tot 1999 van Eberhard Weber als bassist van het United Jazz and Rock Ensemble en behoort hij sinds 2012 ook tot diens Second Generation. Van 1976 tot 1987 was hij lid van de Rhythm Combination & Brass van Peter Herbolzheimer. Ook werd hij bekend als deel van de band Snowball van Curt Cress en toerde hij met Chaka Khan. Charlie Mariano versterkte zijn interesse voor wereldmuzikale projecten, die hij dan voortzette met Hakim Ludin. Sinds 1991 is hij professor aan de Hochschule für Musik und Darstellende Kunst in Mannheim.
Het nummer Love to love you, Baby van Donna Summer en producent Giorgio Moroder (1976, #2 Billboard Hot 100) leidde tot een rechtszaak van King tegen Moroder, omdat deze het nummer had uitgebracht zonder toestemming van King als co-componist. Ofschoon King het geloofwaardig kon laten klinken, dat de basloop bij Love to Love you, Baby zijn vinding was, verloor hij de rechtszaak.

## Discografie
- 1973: Embryo: Rocksession
- 1976: Eberhard Schoener: Bali Agung
- 1976: Toto Blanke: Electric Circus
- 1981: Udo Lindenberg: Udopia
- 1996: (met Anita Davis, Patrick Gammon, Frank Kuruc, Hubert Nuss:) Wildcat
- 1998: Charlie Mariano: Nassim
- 2010: Embryo: 40

- Bibliothèque nationale de France: cb140302315 (data)
- Gemeinsame Normdatei: 13442655X
- International Standard Name Identifier: 0000 0000 3150 2960
- Library of Congress Control Number: n95075985
- MusicBrainz: 7944a010-8f1a-4032-beff-16c576d60c69
- Virtual International Authority File: 53400129